# Badagaon
Badagaon è una suddivisione dell'India, classificata come nagar panchayat, di 7.724 abitanti, situata nel distretto di Tikamgarh, nello stato federato del Madhya Pradesh. In base al numero di abitanti la città rientra nella classe V (da 5.000 a 9.999 persone).

## Geografia fisica
La città è situata a 24° 36' 07 N e 79° 00' 17 E.

## Società

### Evoluzione demografica
Al censimento del 2001 la popolazione di Badagaon assommava a 7.724 persone, delle quali 4.014 maschi e 3.710 femmine. I bambini di età inferiore o uguale ai sei anni assommavano a 1.581, dei quali 773 maschi e 808 femmine. Infine, coloro che erano in grado di saper almeno leggere e scrivere erano 3.437, dei quali 2.091 maschi e 1.346 femmine.